# Lanquín

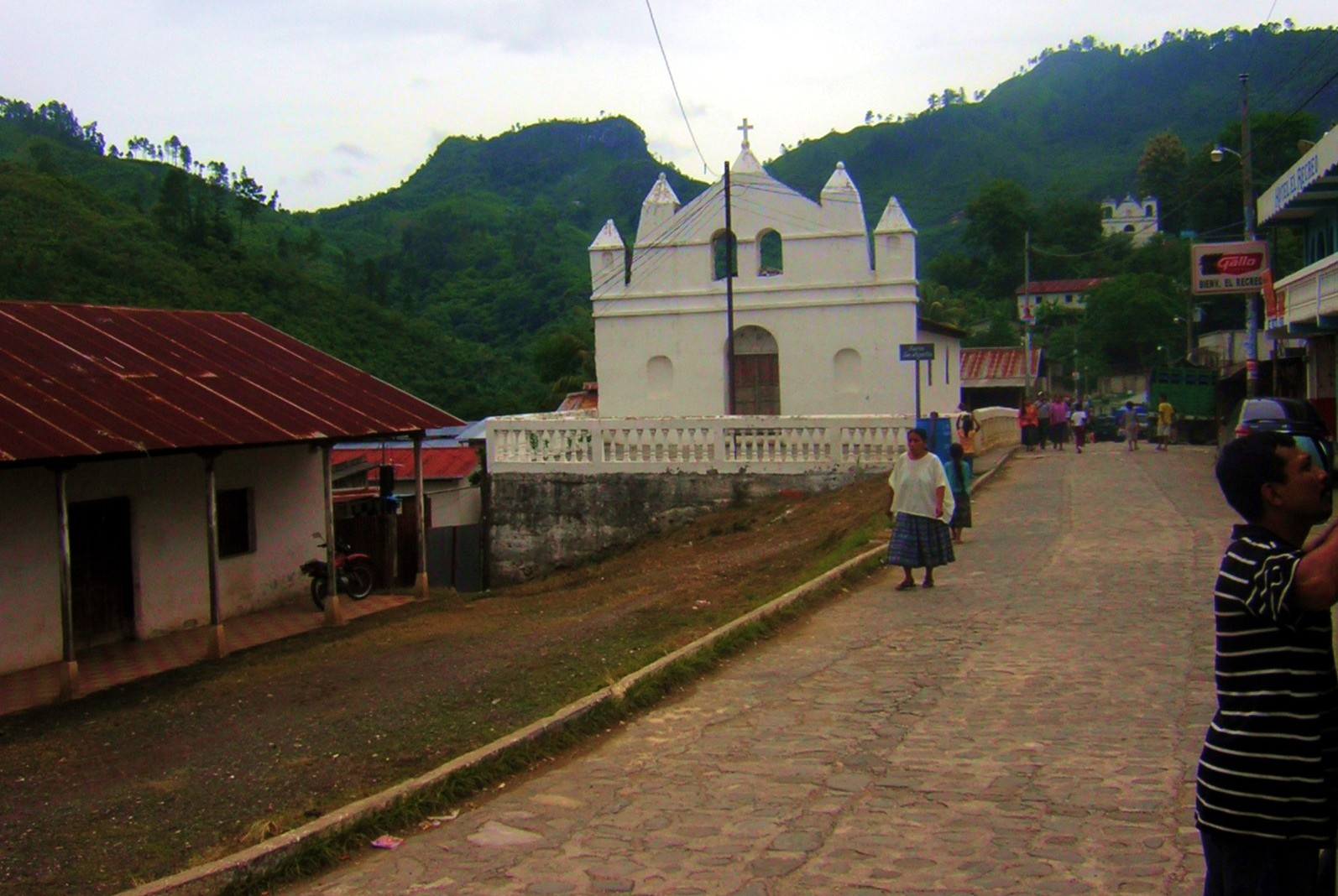
Igreja de Lanquim

Lanquín é uma cidade da Guatemala do departamento de Alta Verapaz.